# Invention (archéologie)
Pour les articles homonymes, voir invention.
Dans le domaine archéologique, une invention est la découverte d’un site ou d’un objet archéologique. Un inventeur est généralement considéré comme la personne qui a découvert le site ou l'objet de manière fortuite, mais qui a également respecté les règles et les procédures relatives à la propriété et à la déclaration des trésors, telles que stipulées par le Code du patrimoine.

## Législation
En France, la découverte fortuite d'objets ou de vestiges archéologiques est régie par le Code du Patrimoine. Plus précisément au Titre III (Fouilles archéologiques programmées et découvertes fortuites) du Livre V (Archéologie).

### Découverte
Dans le cas d’une découverte fortuite de vestiges archéologiques, l’inventeur ainsi que le propriétaire des lieux doivent en rendre compte immédiatement au maire de la commune, qui la transmet alors au préfet, qui lui-même avise l’autorité administrative compétente en matière d’archéologie relative à la partie législative du code du patrimoine.
L'article L531-14 indique que "lorsque, par suite de travaux ou d'un fait quelconque, des monuments, des ruines, substructions, mosaïques, éléments de canalisation antique, vestiges d'habitation ou de sépulture anciennes, des inscriptions ou généralement des objets pouvant intéresser la préhistoire, l'histoire, l'art, l'archéologie ou la numismatique sont mis au jour, l'inventeur de ces vestiges ou objets et le propriétaire de l'immeuble où ils ont été découverts sont tenus d'en faire la déclaration immédiate au maire de la commune, qui doit la transmettre sans délai au préfet. Celui-ci avise l'autorité administrative compétente en matière d'archéologie. Si des objets trouvés ont été mis en garde chez un tiers, celui-ci doit faire la même déclaration. Le propriétaire de l'immeuble est responsable de la conservation provisoire des monuments, substructions ou vestiges de caractère immobilier découverts sur ses terrains. Le dépositaire des objets assume à leur égard la même responsabilité. L'autorité administrative peut faire visiter les lieux où les découvertes ont été faites ainsi que les locaux où les objets ont été déposés et prescrire toutes les mesures utiles pour leur conservation."

#### Propriété
La propriété des vestiges est régie par l’article 716 du Code civil : « La propriété d’un trésor appartient à celui qui le trouve dans son propre fonds ; si le trésor est trouvé dans le fonds d’autrui, il appartient pour moitié à celui qui l’a découvert, et pour l’autre moitié au propriétaire du fonds. »
Cependant, le 7 juillet 2016 est promulguée une loi relative à la liberté de la création, à l’architecture et au patrimoine, qui selon Dominique Garcia, président de l’Institut national de recherches archéologiques préventives (INRAP), dispose que « tout bien archéologique (immobilier ou mobilier) découvert tendra à appartenir totalement à l’État », se rapprochant ainsi de la juridiction des autres pays européens.

#### Détecteurs de métaux et pillage archéologique
Les découvertes fortuites de trésors sont la propriété de l'inventeur ou du découvreur, sauf si celui-ci a agi de mauvaise foi.
En effet, la législation française impose également certaines obligations aux inventeurs et découvreurs de trésors.
Par exemple, l'article L542-1 du Code du patrimoine indique que "Nul ne peut utiliser du matériel permettant la détection d'objets métalliques, à l'effet de recherches de monuments et d'objets pouvant intéresser la préhistoire, l'histoire, l'art ou l'archéologie, sans avoir, au préalable, obtenu une autorisation administrative délivrée en fonction de la qualification du demandeur ainsi que de la nature et des modalités de la recherche."
L'article L542-1 du Code du patrimoine n'assimile pas la découverte d'un trésor sans autorisation à du pillage. Cependant, si l'inventeur utilise des moyens illégaux pour accéder au site où le trésor est situé ou s'il endommage le site archéologique lors de la découverte, cela pourrait être considéré comme du pillage archéologique.